# Seznam písní Heleny Vondráčkové
Toto je seznam písní, které nazpívala Helena Vondráčková.

## Seznam
poz. – píseň – interpret – (autor hudby/autor textu)
(h:/t:) – doposud nezjištěný autor hudby nebo textu
- (na doplnění)

## A
- A je tady léto – (P. Hejduk / Zdeněk Rytíř)
- A tak splácím léta zlá – (Michal David / Lou Fanánek Hagen)
- Adam – (Karel Svoboda / Zdeněk Rytíř)
- Absolutní krach – (Helmut Sickel / Zdeněk Rytíř)
- Admirál – (Petr Hapka / Zdeněk Rytíř)
- Aladinova lampa – (J. Siváček / T. Janovic)
- Ani náhodou (The Heat Is On) – (Florrie Palmer, Tony Ashton / Miroslav Černý)
- Archiméde – s Bezinkami (Jesus Cristo) – (Roberto Carlos, Erasmo Carlos / Zdeněk Rytíř)
- A kapky kapou – (Zdeněk Marat / Zdeněk Borovec)
- A ty se ptáš, co já (The Winner Takes It All) – (Benny Andersson, Bjorn Ulvaeus / Zdeněk Borovec)
- Ať anděl strážný – (Angelo Michajlov / Pavel Kopta)
- Až se zítra půjdu vdát – (B. Ondráček / J. Machek)

## B
- Báječný flám – (Jiří Vondráček / Ladislav Vostárek)
- Blázni v tom lítaj – (Miloš Krkoška / Rudolf Kubík)
- Byl to klaun – s Jiřím Kornem (Be a Clown...) – (Cole Porter / Eduard Krečmar)

## C
- Cink – cink – (Karel Svoboda / Zdeněk Rytíř)
- Copacabana
- Co vše skrývá klaun (The Way We Here) – (Alan Bergman, Marylin Bergman, Marvin Hamlish / Eduard Krečmar)

## Č
- Čas je proti nám – (Hellmut Sickel / Zdeněk Borovec)
- Čas dál nech spát – s Davidem Deylem (We've Got Tonight) – (Bob Seger / Magdalena Drsová)
- Časy se mění – (Bob Dylan / Zdeněk Rytíř) s Václavem Neckářem a Martou Kubišovou
- Červená řeka (Red River Valley) – (americká lidová / Ivo Fischer)

## D
- Dej mi lék (Bring Him Back) – (Mort Shuman, Doc Pomus / Zdeněk Rytíř)
- Dem Traum ganz nah – (Petr a Pavel Orm / Filip Albrecht)
- Déšť je pláč (Rain And Tears) – (Boris Bergman, Johann Pachbel, Vangelis / Zdeněk Rytíř)
- Děvče, smůlu máš, je můj – (Daniel Dobiáš / Jiřina Fikejzová)
- Diese Nacht – (Michal David / Filip Albrecht)
- Dívej se tam, kde jsem já (Against All Odds) – (Phil Collins / Zdeněk Borovec)
- Dlouhá noc – (Michal David / Hana Sorrosová)
- Dokud tě přijde slunce hřát
- Donchuán s klarinetem (Ça vient sans qu'on y pense) – (Charles Aznavour / Jan Schneider)
- Dvě lásky (Two Loves Have I) – (J. P. Murray, Barry Trivers, Vincent Scotto / Zdeněk Borovec)
- Dvě malá křídla tu nejsou (Killing Me Softly) – (Charles Fox / Norman Gimbel / Zdeněk Borovec)

## E
- Ezop a brabenec – (Jaroslav Ježek / Jan Werich a Jiří Voskovec)

## F
- Fanfán – (Karel Svoboda / Vladimír Poštulka)

## G
- Goo-Goo-Barabajagal – (Donovan Leitch / Zdeněk Rytíř) – s Václavem Neckářem a Martou Kubišovou

## H
- Hej, ty tam (Late At Night) – (Alice May / Alice May / Zdeněk Borovec)
- Hej, pane zajíci – s Martou Kubišovou (Bohuslav Ondráček / Jan Schneider)
- Horoskop (Qu'est ce qui se passe dans mon cœur) – (Aldo Franck, Yves Descca / Zdeněk Rytíř)
- No (německá verze) – zpívají Golden Kids (Helena Vondráčková, Marta Kubišová a Václav Neckář)

## Ch
- Chlapec z naší ulice – (h:/t:)
- Chviličku spát – (Alfons Jindra / Vladimír Dvořák)
- Chytila jsem na pasece motýlka (I Only Want To Be With You) – (Mike Hawker, Ivor Raymonde / Jiří Štaidl)

## J
- Já a půlměsíc (How High The Moon) – (Morgan Lewis, Nancy Hamilton / Zdeněk Borovec)
- Já a táta
- Já na bráchu – blues (Shaddap You Face) – Helena Vondráčková a Jiří Korn – (Joseph Joe Dolce / Joseph Joe Dolce, č.t.Zdeněk Borovec)
- Já půjdu dál (I Will Survive) – (Freddie Perren, Dino Fekaris / Hana Sorrosová)
- Já půjdu tam a ty tam (Save Your Kisses For Me) – Helena Vondráčková a Jiří Korn – (Tony Hiller, Martin Lee, č.t.Zdeněk Borovec)
- Já s tebou hlavu ztrácím
- Já to vidím jak dnes (I Remember It Well) – Helena Vondráčková a Jiří Korn – (Frederick Loewe / Zdeněk Borovec)
- Já vítám déšť (It's Raining Men) – (Paul Jabara, Paul Shaffer / Eduard Krečmar)
- Jak mám spát (Après toi) – (Mario Panas, Yves Descca / Zdeněk Borovec)
- Jakobynic (Vladimír Popelka / Zdeněk Borovec), s Jiřím Kornem
- Jarmark ve Scarborough (Scarborough Fair) – (Paul Simon / Zdeněk Borovec)
- Jen pár večerů (Unforgettable) – Helena Vondráčková a Karel Gott – (Irving Gordon / Zdeněk Borovec)
- Je teď tvá (There Is Love /Wedding/) – (Noel Stookey / Zdeněk Borovec)
- Je to v něm
- Jednou za život (As If We Never Said Goodbye) – (Don Black, Christopher Hampton, Andrew Lloyd Weber / Michael Prostějovský)
- Jen dva ta loďka může vést (Raindrop Keep Fallin' On My Head) – (B. J. Thomas / Jiří Vondráček)
- Jen ty a já – s Karlem Gottem (It Takes Two) – (William Stevenson, Sylvia Moy / Eduard Krečmar)
- Jéňo, hrej (Baby Face) – (Benny Davis / Jan Schneider)
- Jižní pól – s Michalem Davidem ((I've Had) The Time of My Life) – (Frank Previte, John DeNicola, Donald Markowitz / Jan Krůta)
- Johanka z Arku
- Jsem Bůh i ďábel (Without Her) – (Harry Nilsson / Zdeněk Borovec)
- Jsem stále stejná (For Your Eyes Only) – (Bill Conti, Nick Leeson / Pavel Žák)
- Jsem tvá (So close) – (Jake Holmes / Zdeněk Borovec)
- Jsi věčně tak sám a sám (I Wanna Be Loved By You) – (Stothart / Ruby / Kalmar / Ivo Fischer)
- Jsme si blíž než se zdá – s Leonou Machálkovou (You've Got A Friend) – (Carole King / Václav Kopta)

## K
- Kam zmizel ten starý song (What Have They Done To My Song Ma) – (Melanie Safka / Zdeněk Borovec)
- Každá trampota má svou mez (Rest Your Love On Me) – Helena Vondráčková a Jiří Korn – (Barry and Alan Gibb / Zdeněk Borovec)
- Když mě přijmeš do svých svátků (When You Tell Me That You Love Me) – Helena Vondráčková a Karel Gott – (Albert Hammond / Zdeněk Borovec)
- Klobúk prvého milovníka – Helena Vondráčková a František Krištof Veselý – (Braňo Hronec / Kamil Peteraj)
- Knížka snů (I Dreamed A Dream) – (Claude-Michel Schönberg / Zdeněk Borovec)
- Král diskoték (Private Eyes) – (Daryl Hall & John Oates / Pavel Žák)
- Kvítek mandragory – s Karlem Gottem (Is This The Way To Amarillo) – (Neil Sedaka, Howard Greenfield / Zdeněk Rytíř)

## L
- Laléňa (Laléna) – (Donovan / Zdeněk Rytíř)
- Lásko má, já stůňu Archivováno 13. 2. 2017 na Wayback Machine. – (Karel Svoboda / Jiří Štaidl)
- Létací stroj/Šlapej, šlapej – s Hanou Zagorovou (Money, Money, Money) – Björn Ulvaeus, Benny Andersson / Vladimír Poštulka)
- Léto je léto (Sun of Jamaica) – (Wolff-Ekkehardt Stein, Wolfgang Jass / Pavel Žák)

## M
- Má tě rád (Mama Loo) – (Les Humphries, Jimmy Bilsbury / Vladimír Poštulka)
- Málem (Run To You) – (Jud Friedman, Allan Rich / Hana Sorrosová)
- Málo dní (Mr. Melody) – (Chuck Jackson, Marvin Yancy / Jiřina Fikejzová)
- Málo mám lásky tvé (Elmegyek) – (Péter Máté, István S. Nagy / Vladimír Čort)
- Malovaný džbánku (Jindřich Brabec / Jiří Aplt)
- Malý princi, co s tou růží? (A Flower In My Garden) – (Benny Andersson, Björn Ulvaeus / Zdeněk Borovec)
- Mám nový vůz (I Wanna Dance With Somebody (Who Loves Me) – (George Merrill, Shannon Rubicam / Lucie Stropnická)
- Mám ráda (La Chanson de mon bonheur) – (George Phillippe Costa, Georges Gomand / Zdeněk Rytíř)
- Mám ráda cestu lesní (Pavel Vitoch / Pavel Vrba)
- Mám toho dost – s Bárou Basikovou (Mo More Tears (Enough Is Enough) – (Paul Jabara / Hana Sorrosová)
- Máme stejnou touhu hrát – s Ivanou Chýlkovou (Elenore) – (The Turtles / Eduard Krečmar)
- Matce své věř (Mother Knows Best) – (Alan Menken, Glenn Slater / Pavel Cmíral)
- Miláčku (Honey Pie) – (Lennon/McCartney / Zdeněk Rytíř)
- Místy
- Mladý pán – (Jiří Vondráček st.)
- Mlčením povíš víc (Sei un bravo ragazzo) – (Gigliola Cinquetti / Jan Schneider)
- Modrý anděl (Eingestelt) – (Marlene Dietrich)
- Most přes rozbouřené vody (Bridge Over Troubled Water) – (Paul Simon / Pavel Vrba)
- Mr. Paganini
- Můžeš zůstat, můžeš jít (The Windmills of Your Mind) – (Michel Legrand / Zdeněk Borovec)
- My milujeme jazzband (Jazz Band) – Helena Vondráčková a Jiří Korn – (traditional / Zdeněk Borovec)

## N
- Na Vánoce k našim (Driving Home For Christmas) – (Chris Rea / Zdeněk Borovec)
- Nač vlastně v půli vzdávat mač (Morning Train (9 To 5) – (Florrie Palmer / Zdeněk Borovec)
- Na sedmém lánu – (Karel Svoboda / Zdeněk Borovec)
- Nedoufej (Little Man) – (Sonny Bono / Zdeněk Rytíř)
- Nejkrásnější na světě je láska – (Karel Svoboda / Zdeněk Borovec)
- Nejštědřejší den (Mistletoe & Wine) – (Jeremy Paul, Leslie Stewart, Keith Strachan / Zdeněk Borovec)
- Nemůžu bez tebe žít (Non vivo piu senza te) – (Andrea Dessi, Biagio Antonacci / Eduard Krečmar)
- Neplač pro mě, Argentino (Don't Cry For Me, Argentina) – (Adrew Lloyd Webber / Zdeněk Borovec)
- Nespím (Don't Leave Me This Way) – (Kenneth Gamble, Leon Huff / Václav Kopta)
- Noc je léčivá (Je suis seule ce soir) – (Paul Jules Durand / Zdeněk Borovec)

## O
- O šípkových růžích – (Karel Svoboda / Zdeněk Borovec)
- Oh, Harold (Oh, Carol) – (Nicky Chinn, Mike Chapman / Zdeněk Borovec)

## P
- Pátá – (Tony Hatch / Jiří Štaidl)
- Plejboj – (Karel Svoboda / Eduard Krečmar)
- Pohádka o cínovém vojáčkovi (Little Tin Soldier) – (Shawn Philips / Zdeněk Rytíř)
- Pochval strom za zelený listí (Little Green Apples) – (Bobby Russell / Zdeněk Borovec)
- Poslední prázdniny – (Karel Svoboda / Zdeněk Rytíř)
- Potopa
- Právě nám noc lásku dá (Can You Feel The Love Tonight) – (Elton John / Zdeněk Borovec)
- Prázdný rám
- Prý mě má rád (Somebody Loves Me) – (George Gershwin / Vladimír Dvořák)
- Přejdi Jordán – (Zdeněk Marat / Zdeněk Borovec)
- Přijeď domů do Vánoc (Please Come Home For Christmas) – (Charles Brown, Gene Redd / Eduard Krečmar)
- Přítele mám, abych měl za kým jít – se skupinou Strýci Luďka Švábenského (With A Little Help From My Friends) – (John Lennon & Paul McCartney / Zdeněk Rytíř)

## R
- Růže kvetou dál – (Gilbert Bécaud / Ivo Fischer)

## Ř
- Řetěz – (G. Liferman / B. Nádvorník)

## S
- S tebou chci být – (ORM / M. Kuželka)
- S tmou na dosah – (Lešek Wronka / Petr Šiška)
- Samba – (J. Gajdoš / M. Princ)
- Sblížení – (Vítězslav Hádl / Pavel Žák)
- Schwöre mir – (Bohuslav Ondráček / M. Trenk)
- Sedm dní – (Ondřej Soukup / Zdeněk Borovec)
- Sen je lhář – (Michal David / Zdeněk Borovec)
- Skandál – (Jiří Vondráček / Michal Horáček)
- Sladké mámení – (Václav Zahradník / Vladimír Poštulka)
- Smíš dál – (Karel Svoboda / Zdeněk Borovec)
- Slunce (Come vorrei) – Helena Vondráčková a Jiří Korn – (Dario Farina / Cristiano Minellono, č.t.Zdeněk Borovec)
- Slza z tváře padá – (Jan Hammer ml. / Ivo Fischer)
- Snad přijde i klaun (Send In The Clowns) – (S. Sondheim / Zdeněk Borovec)
- Sólo pro tvé oči – (Helmut Sickel / Zdeněk Rytíř)
- Sólonoc – (Michal David / Jan Krůta)
- Sprint – (Helmut Sickel / Zdeněk Rytíř)
- Stačí jen málo – (Zdeněk Charlie Blažek / M. Kuželka)
- Stébla snů
- Stín po nás dvou – (J. Steincke / A. Suchý)
- Stín katedrál – s Václavem Neckářem (Karel Svoboda / Ivo Fischer)
- Strejdo, scházíš nám jak sůl (Saving All My Love For You) – (Michael Masser / Gerald Goffin, č.t.Zdeněk Borovec )
- Sundej kravatu – (Lešek Wronka / Petr Šiška)
- Svaly – (Helmut Sickel / Zdeněk Rytíř)
- Svět něžných neřestí – (ORM / Petr Šiška)
- Světla ramp – (Charlie Chaplin / Ivo Fischer)
- Svou partu přátel ještě naštěstí mám – (Helmut Sickel / Zdeněk Borovec)

## Š
- Ša-ba-du-ej – (Karel Svoboda / Michael Prostějovský)
- Šaty z duhy – s Martou Kubišovou (J. Knittl / Pavel Vrba)
- Šém – (Helmut Sickel / Michal Horáček)
- Šlechtici – s Václavem Neckářem a Martou Kubišovou (A. Michajlov / Eduard Krečmar)
- Šťastná hvězda – (J. Neckář / Michal Horáček)
- Šumař – (Vítězslav Hádl / Zdeněk Borovec)

## T
- Tak se mi o tom zdá – (Karel Svoboda / Zdeněk Borovec), (z filmu Romance za korunu)
- Tak to není, tati! – (h:/t:)
- Take the „A“ train
- Ten film se hrál – (Ladislav Štaidl / Zdeněk Borovec)
- To je tvý Waterloo (Vladimír Popelka / Zdeněk Borovec)
- To pan Chopin (I Like Chopin) – Helena Vondráčková a Jiří Korn – (Pierluigi Giombini / Paul Mazzolini, č.t. /Zdeněk Borovec)
- Tvá malá Jane – (Bohuslav Ondráček / Zdeněk Borovec)
- Tvrdohlavá

## U
- Upomínky – (Jan Neckář / Michal Horáček)
- Úžasná láska – (Irving Berlin / Jiří Aplt)

## V
- Vodopád – (John Capek / Hana Sorrosová)
- Vyskoč, vstávej, k nám se dej – Jiří Schelinger a Helena Vondráčková – (Karel Svoboda / František Ringo Čech)
- Vzdálený hlas – (Karel Svoboda / Zdeněk Rytíř)

## W
- Wer weiss wie – (Jan Gajdoš / Filip Albrecht)
- Wunder gescheh´n – (Freddie Perren, Dino Ferakis / Filip Albrecht)

## Z
- Znala pana pána – (Vítězslav Hádl)
- Zpívám své zpívání – (Karel Svoboda / Zdeněk Borovec)
- Zrcadlím

## Ž
- Žluté kytky s modrou vázou – (Philamore Lincoln / Pavel Vrba)
- Ženská pomsta – (Lešek Wronka a Petr Šiška)